# Robert Tomasulo
Robert Marco Tomasulo (31 ottobre 1934 – 3 aprile 2008) è stato un informatico statunitense, l'inventore dell'algoritmo di Tomasulo.
Tomasulo vinse nel 1997 il Premio Eckert-Mauchly con la seguente motivazione:
Il 30 gennaio 2008 Tomasulo parlò al College of Engineering dell'Università del Michigan sulla sua carriera e sulla storia dello sviluppo dell'esecuzione fuori ordine. Il seminario, sua ultima apparizione pubblica, è visibile   UnlikelyAsItMaySeem, Robert Tomasulo speaking at UMich, su YouTube.